# العصر الحجري القديم الانتقالي
العصر الحجري القديم الانتقالي أو إبيباليوليت Epipaläolithikum عبارة عن فترة انتقالية في التطور التكنولوجي للبشر من العصر الحجري القديم (باليوليت) إلى العصر الحجري الحديث (نيوليت) ، أي من نمط حياة الصيادين-الجماعين في الباليوليت إلى نمط الحياة الفلاحية في النيوليت. يستخدم هذا المصطلح للمناطق التي لم تتأثر أوبالكاد تأثرت بالتغيير بين الأدوار الجليدية ذات الصفائح الجليدية السميكة والفترات بين الجليدية الدافئة، وإن كان هناك أي تأثير، فإن هذا التغيير عند خطوط العرض الجنوبية أدى إلى تعاقب الأمطار مقابل فترات الجفاف . كان هذا هو الحال على وجه الخصوص في شمال إفريقيا وبلاد الشام وجنوب أوروبا ، وكذلك في شمال الهند وجنوب أفغانستان. لا يستخدم مصطلح العصر الحجري القديم الانتقالي بل يستخدم العصر الحجري المتوسط (الميزوليت) لمنطقة شمال جبال الألب للفترة حوالي 9600 ق.م من بداية الهولوسين .

## المسار الإقليمي والزمني
بدأ الإبيباليوليت بأزمنة مختلف حسب الأقاليم منذ حوالي 20000 عام وانتهى - أيضًا مختلفًا جدًا إقليميًا - مع بداية النيوليت. يستخدم هذا المصطلح في المناطق الثقافية المتوسطية الغربية ، خاصة في الشرق الأوسط والأناضول وقبرص ، وكذلك في شمال أفريقيا ، أي في المناطق التي بدأت عملية النولتة في وقت مبكر جدًا. كان لعملية إعادة العظاء الشجري التي بدأت مع تغير المناخ بعد العصر الجليدي في شمال وسط أوروبا تأثير في الشرق الأوسط على شكل عدة مراحل مناخية شديدة الجفاف . لهذا تسارع التغيير الاقتصادي (" ثورة نيولتية ") في هذه الأماكن. الثقافات الأثرية في هذه المنطقة هي الثقافة النطوفية ( المشرق ) و ثقافة النيوليت قبل الفخاري (جنوب الأناضول ، قبرص ، فلسطين، لبنان ، سوريا ).
يستخدم مصطلح الإبيباليوليت أيضًا في جنوب أوروبا - خاصة في منطقة اللغة الرومانسية . يشمل الثقافات الأثرية فترة التجمد الفايسلي المتأخرة في نهاية العصر الجليدي الأخير لمنطقة جبال الألب ، مثل أزيلية . تبدأ نهاية الإبيباليوليت مع بداية النيوليت حوالي 6000 ق.م.
هناك أيضًا إبيباليوليت في جنوب آسيا ، خاصة في سريلانكا ، حيث وفقًا للأدلة الأثرية ، قد يبدأ منذ 30000 سنة قبل الحاضر، وفي هندوكوش في أفغانستان بين 15000 و 10000 قبل الميلاد. وهو إذًا لا يتطابق مع العصر الميزوليتي الأوروبي. ويتراوح في شمال إفريقيا من 20000 سنة قبل الحاضر إلى 8000 قبل الميلاد أو في وقت لاحق ، حيث تمثل الثقافة الإيبيروموريسية الممثل الرئيسي لهذا العصر.

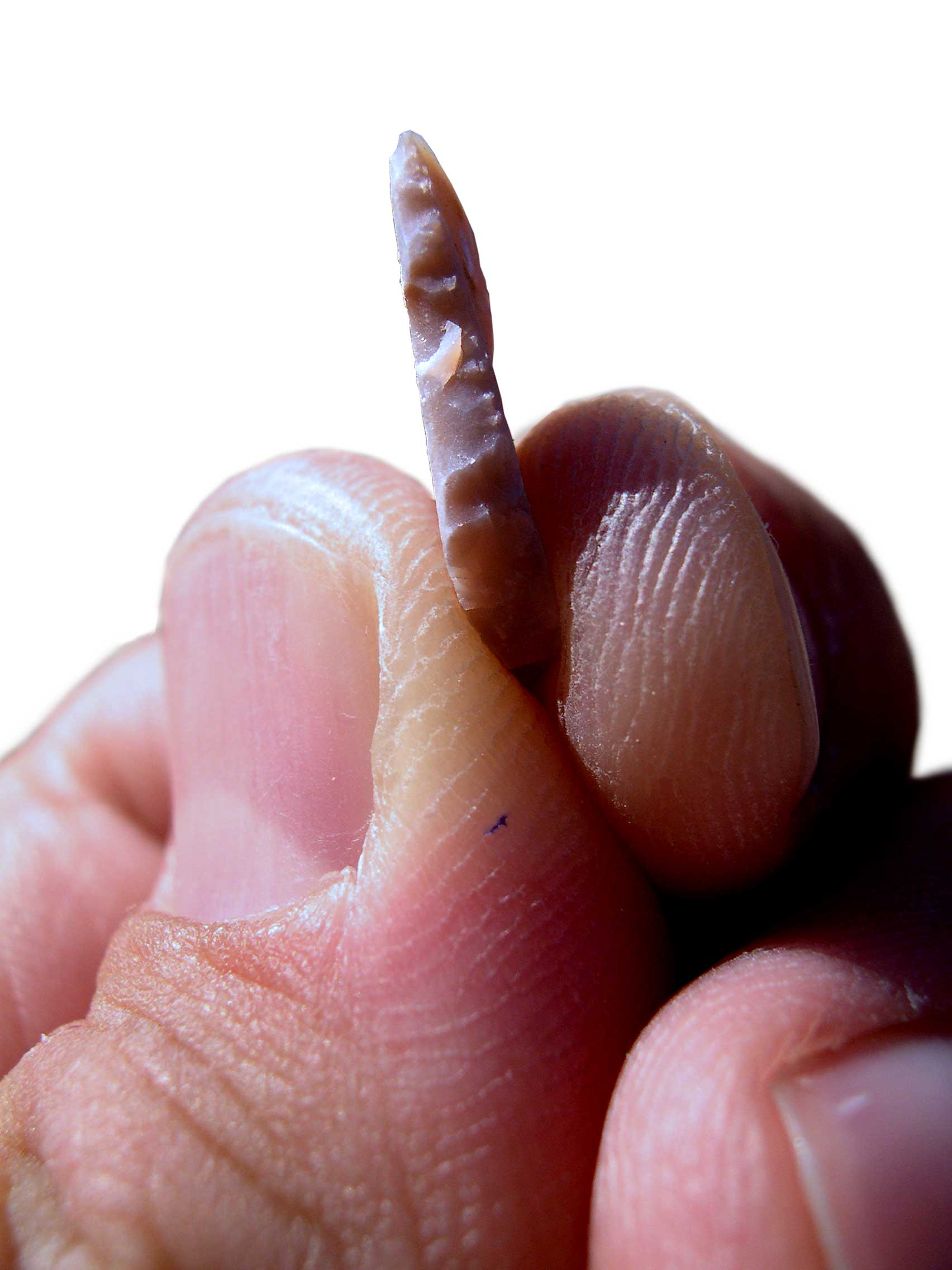
ميكروليت

## أشكال الأداة
استخدم الصيادون-الجامعون الإبيباليوليتيون الأدوات والأسلحة المصنوعة من الصوان أو السبج ، وفضلوا إنتاج الأدوات الدقيقية التي تسمى الميكروليت . وهي الأشكال المميزية النموذجية لتلك الفترة وغالباً ما تكون حاسمة بالنسبة إلى الاكتشافات الأثرية. تم تثبيت هذه القطع الصغيرة جدًا المشذبة والهندسية جزئيًا من النصال باستخدام صمغ خشب التامول أو القطران أو الغراء في مقابض خشبية ( الرماح ، مقابض السكاكين ، المنجل ، إلخ. ). كانت طريقة الحياة لا تزال بدوية في الغالب ، ولكن في النهاية ، بدأت أيضًا طريقة حياة فلاحية ، إذ يمكن حينها أيضًا العثور على أحجار الطحن والجواريش ، للحاجة إليها في إنتاج الدقيق. في الشرق الأوسط ، تجسد الثقافة النطوفية الانتقال من الإبيباليوليت إلى النيوليت.

## مواقع الإبيباليوليت
- الخارنة، الطبقة الرابعة Kharaneh IV (الأردن)
- إيتوكريمنوس Aetokremnos (قبرص)
- كومب كابيل Combe Capelle (فرنسا)
- أوهالو الطبقة الثانية Ohalo II (فلسطين)
- فالكامونيكا Ohalo II (إيطاليا)
- غوبكلي تيبي (تركيا)

## أنظر كذلك
عصر حجري قديم انتقالي في الشرق الأدنى

## هوامش
1. ↑  Britannica. Band 21, S. 27.
2. ↑  Fiedler, S. 113; Britannica, Bd. 21, S. 27; Clark, S. 377–396, 551–553.
3. ↑  Fiedler, S. 113; Hahn, S. 255–267.